# Сендвич са печеном говедином
Сендвич са печеном говедином или сендвич са розбифом је врста сендвича који се прави од нарезане печене говедине или понекад од тзв. говеђе векне између два парчета хлаба. Сендвичи са печеном говедином могу се служити топли или хладни, а понекад се служе и отворено без парчета хлеба са горње стране.  Ова врста сендвича данас се сервира у многим ресторанима у Сједињеним Америчким Државама, али и продаје у ланцима брзе хране широм Америке, у ланцима попут Arby's и Roy Rogers Restaurants.
Као подлога за ову врсту сендвича користи се лепиња за пљескавице (хамбургере), или кришка хлеб. Преко меса се  може прелити сос у коме је печена говедина и/или растопљеним америчким сир. Сендвич са печеном говедином такође може да се  прави од хладне печене говедину (остатака меса након домаће вечере или деликатесног меса), која се сервира на парчету хлеба, уз додатака зелене салате, колутова  парадајза и сенф, мада није реткост да се нађу сир, рен, свежа/чили паприка у праху и у неким случајевима колутићи црвеног лука.

## Историја
Сендвичи са печеном говедином воде порекло из модерног доба, и први пут су почели да се масовније користе још давне 1877. године, по тада мало познатим рецепту „тост од бифтека“: хладна говедина, хлеб и сос од меса.
Године 1900. године Вашинтон пост је сендвич са печеном говедином описао као: „непривлачно јело“  у облику „старог ковчега у поплави од соса,“   и у истом тексту констатовао да иако је непривлачан за гледање, сендвич је укусан и практичан за јело што је главна ствар.
Међутим у првим деценијама 20. века јело је стекло толику популарност, да су неки критичари ишла толико далеко да су 1931. године ову врсту сендвича описали као „прави укус Јужне Дакоте“.
- Разни начини сервирања сендвича са говедином
- Chivito sandwiches
- A corned beef sandwich
- A pastrami on rye sandwich

## Делукс сендвич са розбифом
Сендвичи са печеном говедином један је  специјалитета са подручја Бостона, посебно на северној обали Масачусетца, још од раних 1950-их година. Обично се послужује са две кришке раженог хлеба, у који се умеће неколико слојева танко резане (понекад зване и обријане) говедине и и одозго наслажу кришка црвеног лука, кришка парадајеза, лист зелене салате и прелив од мајонез, и соса са реном.

### Састојци
- 1 кашика лаганог мајонеза
- 2 кашичице припремљеног рена
- 2 кашичице чили соса
- 2 кришке раженог хлеба (1 унца)
- 1 лист зелене салате
- Танко нарезана делић печена говедина
- 2 кришке парадајза дебљине 1/4 инча
- 1 (1/8 инча дебљине) кришка црвеног лука, одвојена у колутиће

| Нутритијент    | Вреднсоти нутритијента                          |
| -------------- | ----------------------------------------------- |
| Калорије       | 412 (28% од масти)                              |
| Масти          | 12,7 г (засићене 4,4 г, моно 5,3 г, поли 2,9 г) |
| Протеин        | 25 г                                            |
| Угљени хидрати | 51,2 г                                          |
| Влакна         | 5,6 г                                           |
| Холестерол     | 5 мг                                            |
| Гвожђе         | 4,2 мг                                          |
| Натријум       | 11 - 22 мг                                      |
| Калцијум       | 86 мг                                           |